# Erich Kähler
Erich Kähler (16. ledna 1906 Lipsko, Německé císařství – 31. května 2000 Wedel, Německo) byl německý matematik, který se zabýval především různými oblastmi geometrie. Ve svých mladších letech se také zabýval nebeskou mechanikou. Je po něm pojmenováno několik matematických konceptů, jako například Kählerova varieta, Kählerova metrika nebo Kählerův diferenciál.